# Логор Гаково
Концентрацијски логор Гаково или Сабирни логор Гаково био је југословенски концентрацијски логор након завршетка Другог светског рата. Основала га је југословенска власт у Гакову, општина Сомбор, 12. марта 1945. 
Логор је био коришћен за немачке жене, децу и старије особе из Војводине (већином из средњег и јужног Баната), док су радно способни депортовани у СССР, у руднике Ростова, Харкова, Лугањски итд.
Процењује се да је у логору било око 17.000 људи, од тог броја око 8.500 (5.827 поименице документовано) убијено их је или умрло у логору. Људи су углавном умирали од глади, колере, дизентерије и осталих болести. Први командант логора био је словеначки партизан по имену Кос, други је био партизан из Срема, Грабић. Од јуна 1946. године Грабићев наследник је био Стеван Брадић.
Након Другог светског рата на месту интернираних Немаца, одлуком Владе Демократске федеративне Југославије после Другог светског рата, у Војводини и Барањи насељено је станивништво из пасивних крајева Хрватске (Далмација, Лика, Банија, Кордун, и Горски Котар), Босне и Херцеговине, Црне Горе, Србије и Македоније, па је током 1945/1946. године из ових крајева колонизирано око 42.000 породица.
Логор је распуштен у јануару 1948. године.